# Peritrichia pseudotristis
Peritrichia pseudotristis är en skalbaggsart som beskrevs av Schein 1959. Peritrichia pseudotristis ingår i släktet Peritrichia och familjen Melolonthidae. Inga underarter finns listade i Catalogue of Life.